# Alisson De Clercq
Alisson De Clercq (Charleroi, 15 april 1982) is een voormalig Belgisch politica voor de PS.

## Levensloop
De Clercq is de dochter van voormalig gedeputeerde van Henegouwen Jean-Pierre De Clercq. Voor de PS werd ze in 2000 verkozen tot gemeenteraadslid van Charleroi en oefende deze functie uit tot in 2012.
Op 21-jarige leeftijd legde ze in 2003 de eed af als lid van de Kamer van volksvertegenwoordigers voor de kieskring Henegouwen, waar ze zetelde tot in 2007. Ze zetelde ter vervanging van respectievelijk Rudy Demotte (2003-2004) en Marie Arena (2004-2007). In 2007 kwam ze onder vuur te liggen nadat bleek dat een medewerkster van het Institut Emile Vandervelde, de studiedienst voor PS, zonder enige overeenkomst ten dienste was gesteld als haar parlementaire attaché, terwijl ze officieel enkel over het IEV werkte. Om die reden besloot De Clercq, die bij de federale verkiezingen van 2007 op de tiende plaats van de PS-lijst in Henegouwen zou staan, zich uiteindelijk geen kandidaat te stellen voor een hernieuwing van haar parlementair ambt.
Na afloop van haar parlementair mandaat werkte De Clercq twaalf jaar als sociaal assistente bij Rode Kruis België. Ze verdiepte zich ook in tantra, waarna ze actief werd als psycho- en fysiotherapeut en tantra-masseuse. 